# Burdeakivți, Borșciv
Burdeakivți (în ucraineană Бурдяківці) este localitatea de reședință a comunei Burdeakivți din raionul Borșciv, regiunea Ternopil, Ucraina.

## Demografie
Componența lingvistică a localității Burdeakivți
     Ucraineană (99,54%)
     Alte limbi (0,36%)
Conform recensământului din 2001, majoritatea populației localității Burdeakivți era vorbitoare de ucraineană (99,54%), existând în minoritate și vorbitori de alte limbi.